# Аметисты мыса Корабль
Амети́сты мы́са Кора́бль — государственный геологический памятник природы на территории Терского района Мурманской области. Памятник имеет эстетическое, учебно-просветительское и историко-культурное значение.

## География
Памятник расположен в юго-восточной части Кольского полуострова в центральной части Терского района на Терском берегу Белого моря в 280 метрах к западу от устья ручья Лодочный на расстоянии 35 метров от морского побережья. Ближайшие населённые пункты: к западу — посёлок Кашкаранцы (в 17,5 километрах), к востоку — сёла Кузомень (в 21 километре), Варзуга (в 14 километрах по прямой и около 37 километров по автомобильной дороге) и Устье Варзуги (в 25 километрах). Расстояние до Мурманска — 325 километров (к северо-западу). Адрес памятника природы — Мурманская область, Терский район, Терское лесничество, Варзугское участковое лесничество, квартал 315. Площадь охраняемой территории — 5 гектаров.
Добраться до памятника природы относительно несложно. Всего в 80 метрах к северу от него проходит грунтовая дорога Варзуга — Умба.
Климат в районе памятника — морской, средняя температура самого тёплого месяца — 13,8° C, самого холодного — −11,4° C. Осадков за год выпадает в среднем 408 мм.

## Геология
Памятник природы расположен на мысе Корабль, занимает невысокий, отвесно обрывающийся берег Белого моря. Выступ сложен рифейскими песчаниками красного цвета (из-за включений лимонита) с жилами флюорита и мелкими щётками аметиста.
Бывшее месторождение аметистов относится к штокверковому типу. К поверхности земли выходит жила аметиста видимой площадью 20 на 5 метров и мощностью 15-20 сантиметров. Кроме аметиста в породах мыса встречаются полевой шпат, мусковит, кварц, флюорит, кальцит и барит.
Месторождение полностью отработано, оно было известно аметистовыми щётками с ровной и иногда достаточно тёмной фиолетовой окраской, размером до 500 см² с кристаллами величиной от нескольких миллиметров до 2 сантиметров. Окрас аметистовых щёток ровный, от бледно-сиреневого до тёмно-фиолетового. Изредка в щётках наблюдаются вкрапления гётита. В западной части памятника расположен флюоритовый шток, где в песчаник вкраплены прожилки флюорита мощностью до 15 сантиметров, чередующегося полосами густо-фиолетового и белого цвета.

## История
Кроме эстетической и учебно-просветительской, памятник имеет историко-культурную ценность: месторождение аметиста на этом месте было известно и использовалось поморами уже с XVI—XVII веков.

## Биология
Растительность на охраняемой территории представлена типичными приморскими и скальными видами. Из редких встречающихся здесь растений можно отметить розу майскую (Rosa majalis) и мхи Orthotrichum speciosum, Bryoerythrophyllum recurvirostre, Desmatodon latifolius и Tortula Ruralis.

## Охрана природы
Статус памятника природы получен 15 января 1986 года решением № 24 исполкома Мурманского областного Совета народных депутатов. Ответственные за контроль и охрану памятника — Дирекция государственных особо охраняемых природных территорий регионального значения Мурманской области и Комитет природопользования и Экологии Мурманской области. На подохранной территории запрещены: рубка леса, любые производственные работы, устройство мест отдыха и любые действия, ведущие к загрязнению памятника природы. Последние научные работы на территории памятника проводились с 18 по 25 июля 2003 года сотрудниками ГИ КНЦ РАН.

## Карта
Лист карты Q-37-XIII,XIV Варзуга. Масштаб: 1 : 200 000.